# 86式歩兵戦闘車
86式歩兵戦闘車は、中華人民共和国の歩兵戦闘車。ソビエト連邦が開発した、BMP-1及びBMP-2のライセンス生産である。

## 開発
ソビエト連邦軍は1960年代後期から従来の兵員輸送を主目的とする装甲兵員輸送車と異なり、兵員輸送能力と高い戦闘能力を両立させた歩兵戦闘車という新しいジャンルの車両の実戦配備を開始した。
装甲兵員輸送車が自衛用の機関銃程度しか武装を装備していないのに対し、ソ連初の歩兵戦闘車であるBMP-1は73mm低圧滑腔砲や9M14マリュートカ対戦車ミサイルなど、戦車にも対抗可能な強力な武装を装備しており、西側諸国の軍事関係者たちを驚かせた。このBMP-1に対抗するために西側諸国も歩兵戦闘車の開発に着手し、M2ブラッドレー、ウォーリア、マルダー、AMX-10Pなどが次々と誕生した。
こうした世界情勢の中で中国人民解放軍も歩兵戦闘車の導入を計画し、63式装甲兵員輸送車など既存の装甲兵員輸送車をベースに開発を進めようとしたが、既存の車両がベースでは満足できる性能を持つ歩兵戦闘車は開発できなかった。

1980年代に入って中国は、エジプトなど中東諸国からソ連製のBMP-1を数両極秘に入手することに成功し、その詳細なデータを採取すると共に、そのままコピー生産して自軍の装備とすることを決定した。
BMP-1のコピー生産型の量産準備は1986年までに完了し、「86式歩兵戦闘車」（WZ-501）の制式名称が与えられて1987年からNORINCO（中国北方工業公司）の手で量産が開始された。
86式歩兵戦闘車はこれまでに約1,000両が中国人民解放軍向けに生産されたといわれているが、原型となったBMP-1が1960年代に開発された車両であるためすでに旧式化しており、中国人民解放軍は本車に様々な近代化改修を施して性能の向上を図った。
まず中国人民解放軍海軍陸戦隊向けに86式歩兵戦闘車の水上航行能力を強化することになり、車体後部への船外機の装着、車体の前後への着脱式フロートの装着、車体前部の波切り板の大型化が図られたタイプが開発された。このタイプには「86B式歩兵戦闘車」の制式名称が与えられ、海軍陸戦隊向けに数百両が生産された。
続いて中国人民解放軍は、86式歩兵戦闘車の戦闘能力の抜本的な強化にも取り組んだ。まず本車の主砲を73mm低圧滑腔砲に代えて、より発射速度と射程に優れる国産の37mm対空機関砲を装備することが検討されたが、性能不足や重量過大などの問題から中止された。さらにスイスのエリコン社製の35mm機関砲や、フランスのイスパノ・スイザ社製の30mm機関砲の装備なども計画されたが、諸般の事情により実用化には至らなかった。
1997年になって中国はロシアとの軍事協力プロジェクトに署名し、ロシア連邦軍の主力歩兵戦闘車であるBMP-3の技術供与を受けることに成功した。そして中国人民解放軍はBMP-3の技術を基に、砲塔前面に80.5口径30mm機関砲2A72と7.62mm機関銃を同軸に装備する1名用のGCTWM（ZPT-99）砲塔を開発し、従来の砲塔に代えて86式歩兵戦闘車に搭載した。
発射速度の高い30mm機関砲を装備したことで敵歩兵や攻撃ヘリコプターに対する戦闘能力が向上し、また誘導方式を改良した「紅箭73C」対戦車ミサイルを使用できるようになったため対戦車戦闘能力も向上した。
他にも全体的な装甲防御力の強化が図られて戦闘重量が14.8tに増加したこの改良型は、2000年に「86A式歩兵戦闘車」として制式化され、既存の86式歩兵戦闘車は全てこのタイプに改修されることになった。
86式歩兵戦闘車の派生型としては、砲塔を取り外して武装を54式12.7mm重機関銃1挺のみとした輸出向けのAPC型（WZ-503）や、「紅箭73B」対戦車ミサイルの4連装発射機を搭載した戦車駆逐車型（WZ-504）、装甲救急車型（WZ-505）、装甲指揮車型（WZ-506）などが開発されている。

## ギャラリー

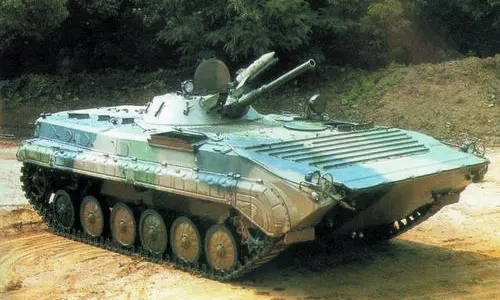
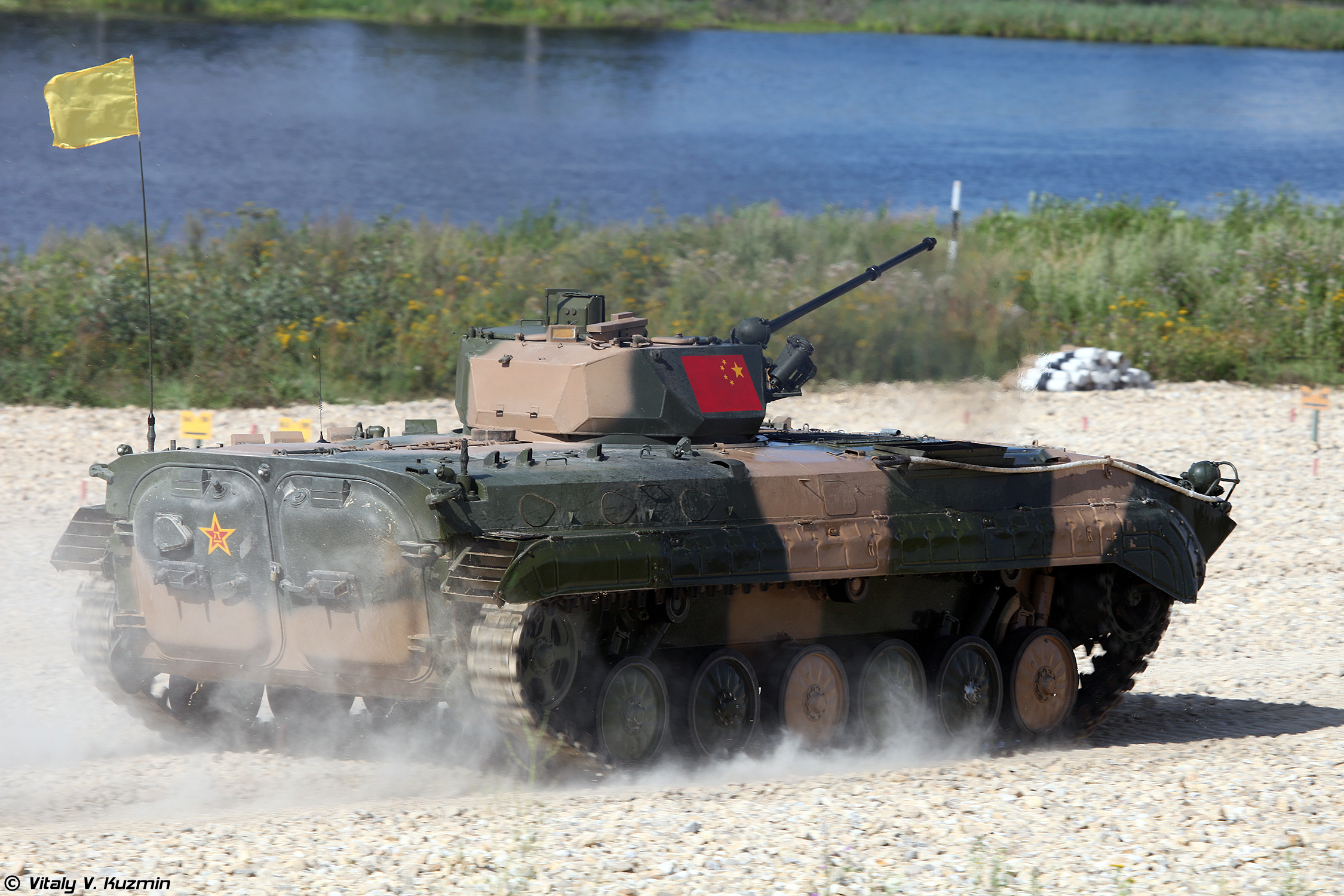
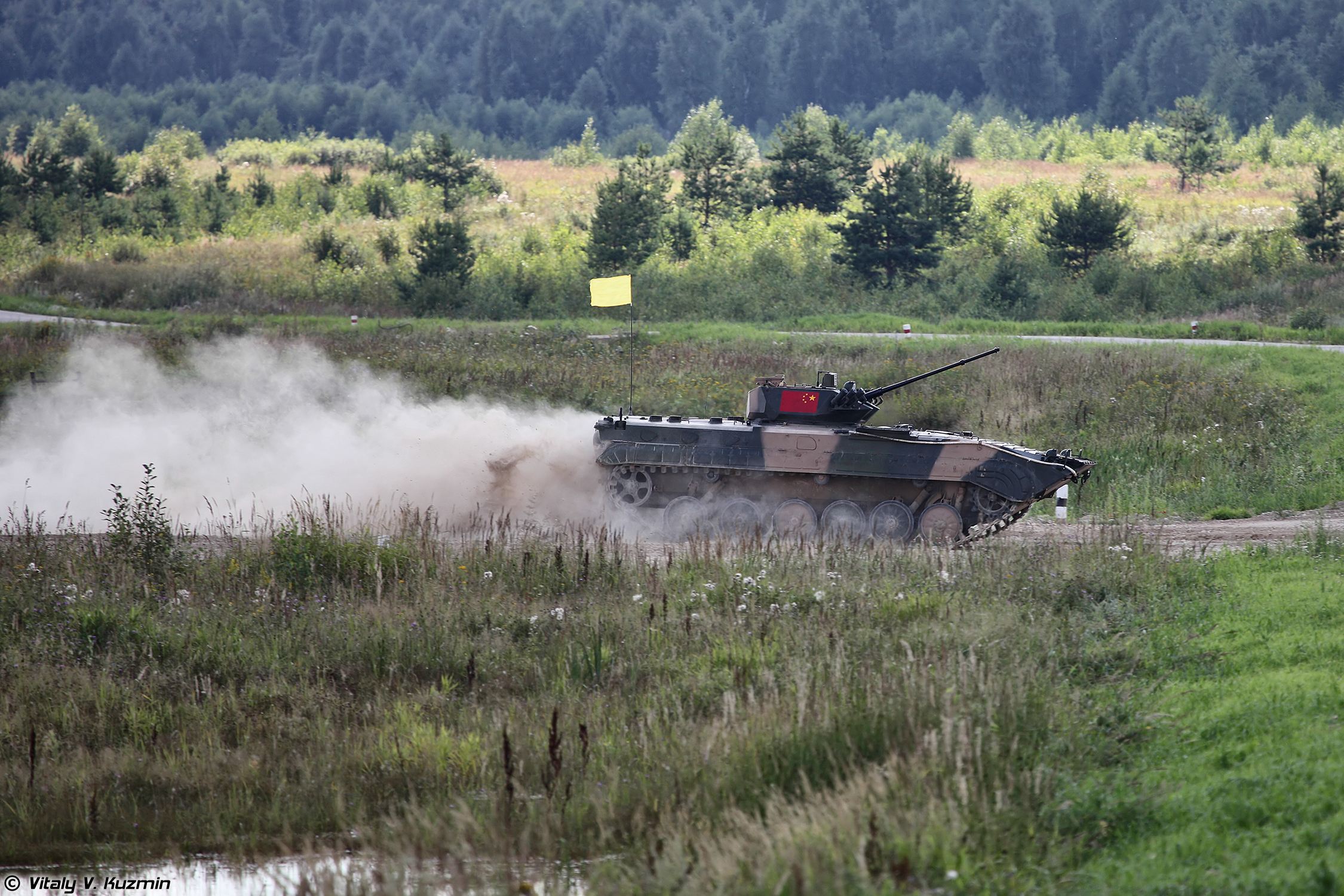

## 運用国
- 中国
人民解放軍地上軍 - ZBD-86A 1,250 台。 ZBD-86は2020年時点で1,000台。
- ミャンマー[1]
- スリランカ[1]
- イラン[1][2][3]
- イラク[1]